# 阿韦利亚内达 (阿根廷)
阿韦利亚内达（西班牙語：Avellaneda）是阿根廷东北布宜诺斯艾利斯省的一座港口城市，人口328,980（2001年）。
阿韦利亚内达座落于大布宜诺斯艾利斯都市圈中，因阿根廷前总统尼古拉斯·阿韦利亚内达而得名。